# Gerhard Alberda van Menkema

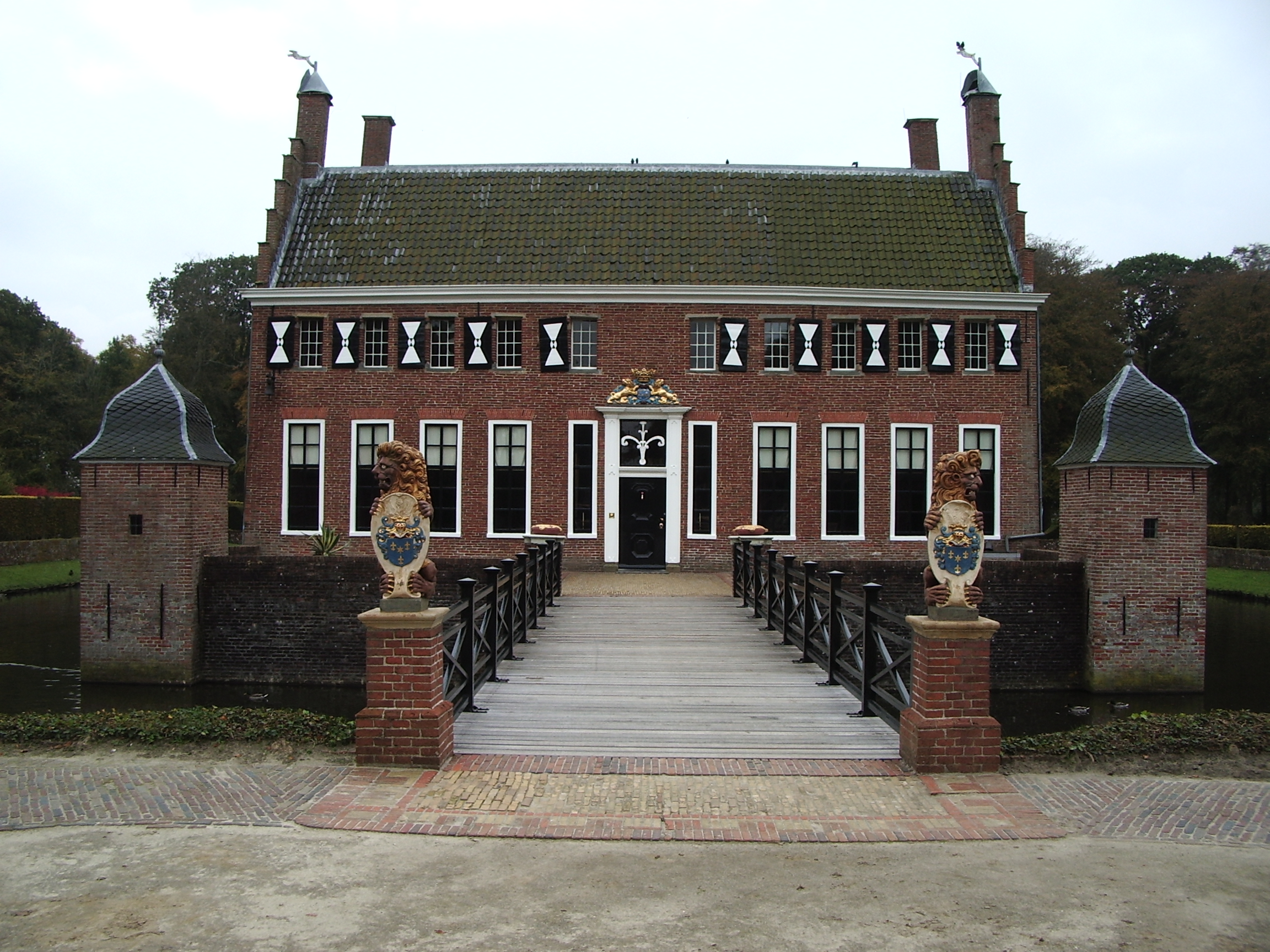
Menkemaborg te Uithuizen

Gerhard Alberda van Menkema (Uithuizen, Menkemaborg, 31 augustus 1764 − aldaar, 7 mei 1828) was een Nederlands politicus.

## Biografie
Alberda was een lid van de familie Alberda en een zoon van staatsraad Unico Allard Albarda van Menkema en Dijxterhuis (1729-1790) en Christina Bentinck (1737-1815). Hij trouwde in 1789 met Elisabeth Anna de Hertoghe van Feringa (1765-1810) met wie hij 5 dochters en 1 zoon kreeg, naast 2 jong gestorven kinderen. Hij was een broer van jhr. mr. Goosen Geurt Alberda (1766-1830), lid van het Wetgevend Lichaam, de vader van ridderschapslid jhr. mr. Unico Allard Alberda van Menkema (1803-1859) en de schoonvader van jhr. Anthoon Hendrik Pieter Carel van Suchtelen van de Haare (1799-1887).
Alberda studeerde rechten en promoveerde in 1785 op De tempore ac modo, quo Groninga et Omlandia in societatem foederis Traiectini venerunt, et in unam civitatem coaluerent. Vanaf 1784 bekleedde hij al bestuursfuncties en van 1792 tot 1795 was hij voor Stad en Lande van Groningen gedeputeerde ter Staten-Generaal. In het laatste jaar was hij ook gecommitteerde voor Groningen in de Raad van State. In 1814 maakte hij deel uit van de Vergadering van Notabelen. Vanaf 28 augustus 1814 was hij lid van de Ridderschap der Provincie Groningen waarvoor hij in Provinciale Staten van Groningen zitting had van 1814 tot zijn overlijden.
Door zijn benoeming in de ridderschap gingen hij en zijn nakomelingen behoren tot de Nederlandse adel met het predicaat jonkheer/jonkvrouw. Hij werd geboren, woonde en overleed op Menkemaborg; zijn kleinzoon jhr. Gerhard Alberda van Menkema en Dijxterhuis (1829-1902) was de laatste bewoner van zijn geslacht van de borg.

## Nevenfuncties
- Lid van het College van Curatoren van de Hogeschool Groningen, omstreeks 1818

- Biografisch Portaal: 43189622
- International Standard Name Identifier: 0000 0003 8927 7980
- Nederlandse Thesaurus van Auteursnamen: 265750695
- Parlement.com: vg09lltxy4yo
- Virtual International Authority File: 282664721